# Фланель
Флане́ль (фр. flanelle) — м'яка вовняна чи бавовняна ворсиста тканина полотняного або саржевого переплетення, зазвичай з пухнастим рідким начосом. Теплоощадний, м'який, приємний на дотик матеріал. Єдиний недолік — при досить частому застосуванні починає «скочуватися». Добре пасує для одягу в міжсезоння, у прохолодну погоду. Популярна як пелюшки для немовлят.
Може бути наклеєна на молоточки у фортепіано.